# Веранян, Эдуард Феликсович
Эдуард Феликсович Веранян (род. 16 августа 1963) — советский и армянский футболист, нападающий. Мастер спорта СССР.
Начинал играть в 1984 году в команде второй лиги «Котайк» Абовян, с которой вышел в первую лигу. 1985 год начал в команде высшей лиги «Арарат» Ереван, но, проведя четыре матча, в мае вернулся в «Котайк». В 1986—1989 годах за «Арарат» в чемпионате сыграл 83 матча, забил 10 голов. В 1990 году играл во второй низшей лиге за «Аракс» Октембрян, в 1991 — в первой лиге за «Котайк».
В чемпионате Армении выступал за клубы «Киликия» Ереван (1992), «Сюник» Капан (1992), «Бананц» Котайк (1993). В сезоне 1992/93 играл в чемпионате Грузии за «Гурию» Ланчхути. В сезонах 1994—1995 выступал за команду первой лиги России «Смена-Сатурн»/«Сатурн-1991» СПб. Завершил карьеру в Армении, сыграв в сезоне 1996/97 за «Ереван» и «Котайк».
Участник футбольного турнира на Спартакиаде народов СССР 1983 года.
В 2000-х годах тренировал команды, участвовшие в Турнире дворовых команд «СЭ» — «Арарат-М» (2001—2005) и «Лавант+Stern» (2006—2008).
Из футбольной семьи. Отец — Феликс Веранян, сын — Хорен Веранян, племянники — Артур и Артак Едигаряны, сыновья Гегама Едигаряна.